# Lacapelle-Biron
Pour les articles homonymes, voir Lacapelle.
Lacapelle-Biron est une commune du Sud-Ouest de la France, située dans le département de Lot-et-Garonne (région Nouvelle-Aquitaine).
Les habitants sont les capelains et capelaines.

## Géographie

### Localisation
Située dans la vallée de la Lède en limite du département de la Dordogne.

### Communes limitrophes
Les communes limitrophes sont  Biron, Blanquefort-sur-Briolance, Gavaudun et Soulaures.
| Biron (Dordogne) | Soulaures (Dordogne) |                           |
|                  | Lacapelle-Biron      | Blanquefort-sur-Briolance |
|                  | Gavaudun             |                           |

### Hameaux et lieux-dits
Saint-Avit (village natal de Bernard Palissy) hameau situé dans la vallée sur la Lède en limite de Gavaudun. Maisons à colombages, et en pierre, patrimoine historique. Chaque été, exposition de céramistes au musée Bernard Palissy.

### Climat
Le climat qui caractérise la commune est qualifié, en 2010, de « climat océanique altéré », selon la typologie des climats de la France qui compte alors huit grands types de climats en métropole. En 2020, la commune ressort du même type de climat dans la classification établie par Météo-France, qui ne compte désormais, en première approche, que cinq grands types de climats en métropole. Il s’agit d’une zone de transition entre le climat océanique et les climats de montagne et le climat semi-continental. Les écarts de température entre hiver et été augmentent avec l'éloignement de la mer. La pluviométrie est plus faible qu'en bord de mer, sauf aux abords des reliefs.
Les paramètres climatiques qui ont permis d’établir la typologie de 2010 comportent six variables pour les températures et huit pour les précipitations, dont les valeurs correspondent à la normale 1971-2000. Les sept principales variables caractérisant la commune sont présentées dans l'encadré ci-après.
| Paramètres climatiques communaux sur la période 1971-2000 - Moyenne annuelle de température : 13 °C - Nombre de jours avec une température inférieure à −5 °C : 2,7 j - Nombre de jours avec une température supérieure à 30 °C : 9,1 j - Amplitude thermique annuelle : 15,3 °C - Cumuls annuels de précipitation : 880 mm - Nombre de jours de précipitation en janvier : 11,4 j - Nombre de jours de précipitation en juillet : 6,6 j |

Avec le changement climatique, ces variables ont évolué. Une étude réalisée en 2014 par la Direction générale de l'Énergie et du Climat complétée par des études régionales prévoit en effet que la  température moyenne devrait croître et la pluviométrie moyenne baisser, avec toutefois de fortes variations régionales. La station météorologique de Météo-France installée sur la commune et en service de 1986 à 2008 permet de connaître l'évolution des indicateurs météorologiques. Le tableau détaillé pour la période 1981-2010 est présenté ci-après.
| Mois                                  | jan.             | fév.             | mars           | avril         | mai           | juin         | jui.         | août           | sep.          | oct.          | nov.           | déc.             | année      |
| ------------------------------------- | ---------------- | ---------------- | -------------- | ------------- | ------------- | ------------ | ------------ | -------------- | ------------- | ------------- | -------------- | ---------------- | ---------- |
| Température minimale moyenne (°C)     | 1,6              | 1,6              | 3,7            | 5,5           | 9,3           | 12,1         | 13,8         | 13,9           | 10,9          | 8,9           | 4,1            | 2,2              | 7,3        |
| Température moyenne (°C)              | 5,5              | 6,4              | 9,2            | 11,2          | 15,6          | 18,6         | 20,5         | 20,7           | 17,3          | 14            | 8,4            | 6                | 12,8       |
| Température maximale moyenne (°C)     | 9,5              | 11,1             | 14,8           | 16,9          | 21,8          | 25           | 27,3         | 27,6           | 23,7          | 19,1          | 12,7           | 9,8              | 18,3       |
| Record de froid (°C) date du record   | −17,9 17.01.1987 | −12,6 10.02.1986 | −12,6 01.03.05 | −5 07.04.08   | −1 06.05.02   | 3,5 01.06.06 | 5,5 22.07.08 | 3,5 30.08.1986 | 2 25.09.08    | −4,8 25.10.03 | −10,4 17.11.07 | −12,5 30.12.1996 | −17,9 1987 |
| Record de chaleur (°C) date du record | 18,4 28.01.02    | 23 15.02.1998    | 26 20.03.05    | 30,5 30.04.05 | 34,1 30.05.01 | 39 22.06.03  | 38 27.07.05  | 40,5 05.08.03  | 37,5 03.09.05 | 31 04.10.04   | 23 03.11.05    | 18,9 16.12.1989  | 40,5 2003  |
| Précipitations (mm)                   | 70,9             | 70,5             | 66,5           | 95,8          | 80            | 73,4         | 60,4         | 63,8           | 74,9          | 87,7          | 81,3           | 78,4             | 903,6      |

## Urbanisme

### Typologie
Au 1er janvier 2024, Lacapelle-Biron est catégorisée commune rurale à habitat dispersé, selon la nouvelle grille communale de densité à sept niveaux définie par l'Insee en 2022.
Elle est située hors unité urbaine et hors attraction des villes,.

### Occupation des sols

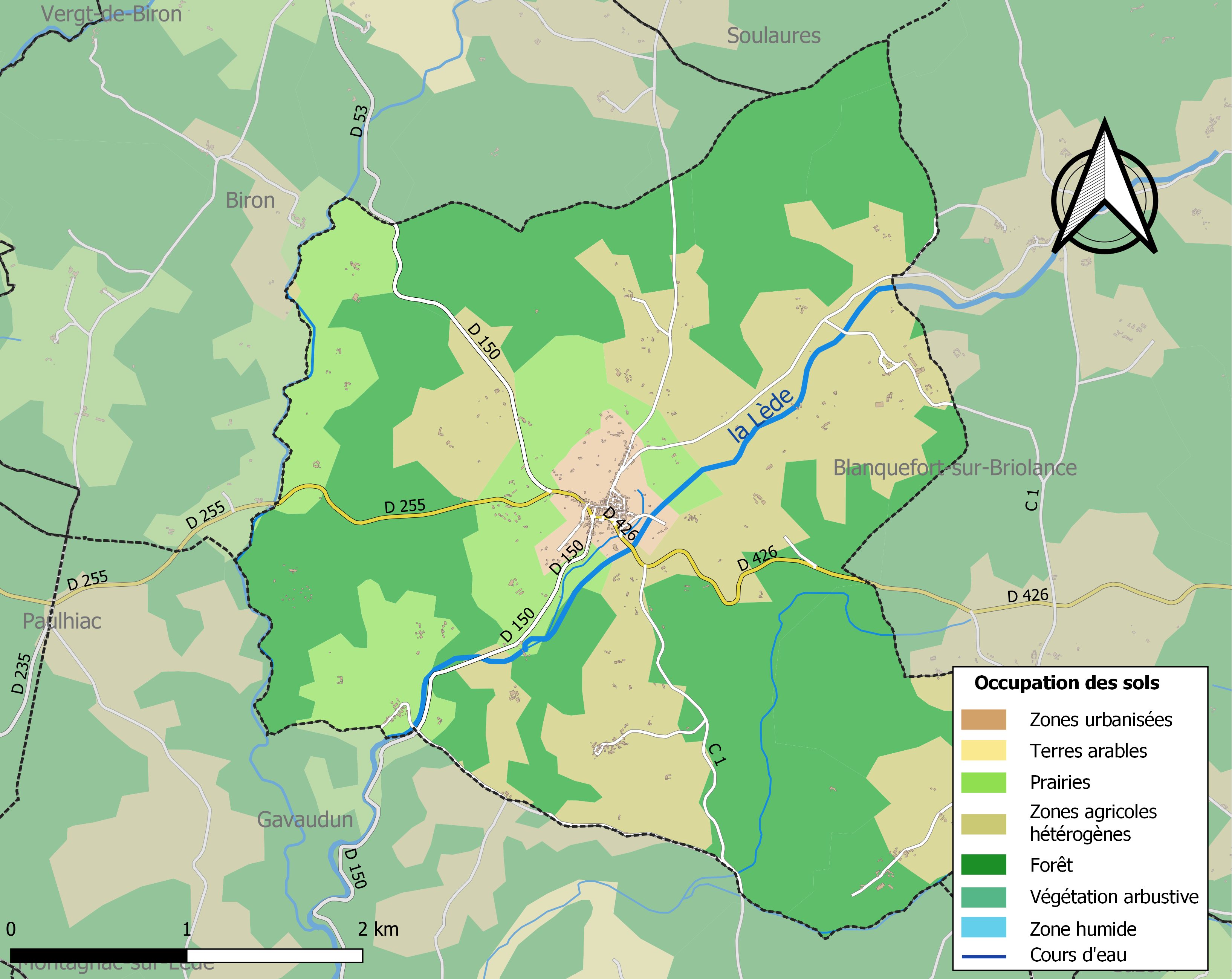
Carte des infrastructures et de l'occupation des sols de la commune en 2018 (CLC).

L'occupation des sols de la commune, telle qu'elle ressort de la base de données européenne d’occupation biophysique des sols Corine Land Cover (CLC), est marquée par l'importance des forêts et milieux semi-naturels (51,2 % en 2018), en augmentation par rapport à 1990 (49,9 %). La répartition détaillée en 2018 est la suivante : 
forêts (51,2 %), zones agricoles hétérogènes (30,7 %), prairies (15,1 %), zones urbanisées (2,9 %). L'évolution de l’occupation des sols de la commune et de ses infrastructures peut être observée sur les différentes représentations cartographiques du territoire : la carte de Cassini (XVIIIe siècle), la carte d'état-major (1820-1866) et les cartes ou photos aériennes de l'IGN pour la période actuelle (1950 à aujourd'hui).

### Risques majeurs
Le territoire de la commune de Lacapelle-Biron est vulnérable à différents aléas naturels : météorologiques (tempête, orage, neige, grand froid, canicule ou sécheresse), inondations, feux de forêts, mouvements de terrains et séisme (sismicité très faible). Un site publié par le BRGM permet d'évaluer simplement et rapidement les risques d'un bien localisé soit par son adresse soit par le numéro de sa parcelle.
Certaines parties du territoire communal sont susceptibles d’être affectées par le risque d’inondation par une crue à  débordement lent de cours d'eau, notamment la Lède. La commune a été reconnue en état de catastrophe naturelle au titre des dommages causés par les inondations et coulées de boue survenues en 1982, 1993, 1999, 2003 et 2009,.
Lacapelle-Biron est exposée au risque de feu de forêt. Depuis le 20 avril 2016, les départements de la Gironde, des Landes et de Lot-et-Garonne disposent d’un règlement interdépartemental de protection de la forêt contre les incendies. Ce règlement vise à mieux prévenir les incendies de forêt, à faciliter les interventions des services et à limiter les conséquences, que ce soit par le débroussaillement, la limitation de l’apport du feu ou la réglementation des activités en forêt. Il définit en particulier cinq niveaux de vigilance croissants auxquels sont associés différentes mesures,.
Les mouvements de terrains susceptibles de se produire sur la commune sont des affaissements et effondrements liés aux cavités souterraines (hors mines) et des tassements différentiels. Afin de mieux appréhender le risque d’affaissement de terrain, un inventaire national permet de localiser les éventuelles cavités souterraines sur la commune.

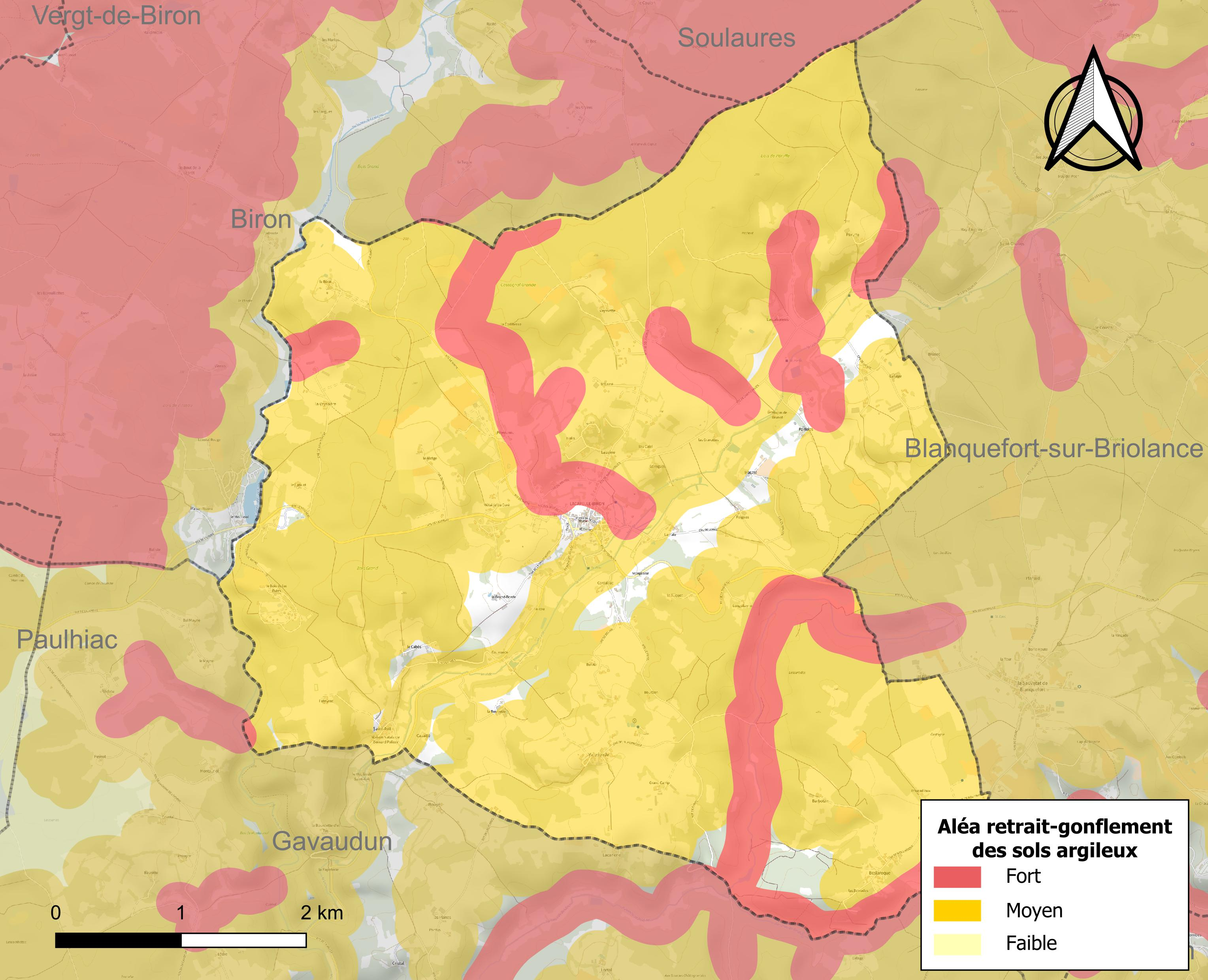
Carte des zones d'aléa retrait-gonflement des sols argileux de Lacapelle-Biron.

Le retrait-gonflement des sols argileux est susceptible d'engendrer des dommages importants aux bâtiments en cas d’alternance de périodes de sécheresse et de pluie. 94,5 % de la superficie communale est en aléa moyen ou fort (91,8 % au niveau départemental et 48,5 % au niveau national). Depuis le 1er octobre 2020, en application de la loi ELAN, différentes contraintes s'imposent aux vendeurs, maîtres d'ouvrages ou constructeurs de biens situés dans une zone classée en aléa moyen ou fort,.
Concernant les mouvements de terrains, la commune a été reconnue en état de catastrophe naturelle au titre des dommages causés par la sécheresse en 1989, 2002 et 2003 et par des mouvements de terrain en 1999.

## Histoire
Le 21 mai 1944, lors d'une opération contre le Maquis engagée sur un front allant de Villeneuve-sur-Lot à Frayssinet-le-Gélat, des éléments de la 2e division SS Das Reich raflent 54 hommes. 49 seront déportés dans les camps de concentration de Dachau et Mauthausen, 23 n'en reviendront jamais. D'autres rafles et épisodes sanglants ont lieu à Dévillac, Vergt-de-Biron, Frayssinet-le-Gélat, Salles, Fumel, Monsempron-Libos, Montagnac-sur-Lède, le même jour.

### Héraldique
| Blason de Lacapelle-Biron | Blason  | D'azur à trois bandes d'argent chargées de neuf boulets de charbon de sable, 2, 5 et 2. |
| Blason de Lacapelle-Biron | Détails | Le statut officiel du blason reste à déterminer.                                        |
| Blason de Lacapelle-Biron | Alias   | D'argent semé de charbons ardents de gueules, à trois bandes d'azur.                    |

## Politique et administration

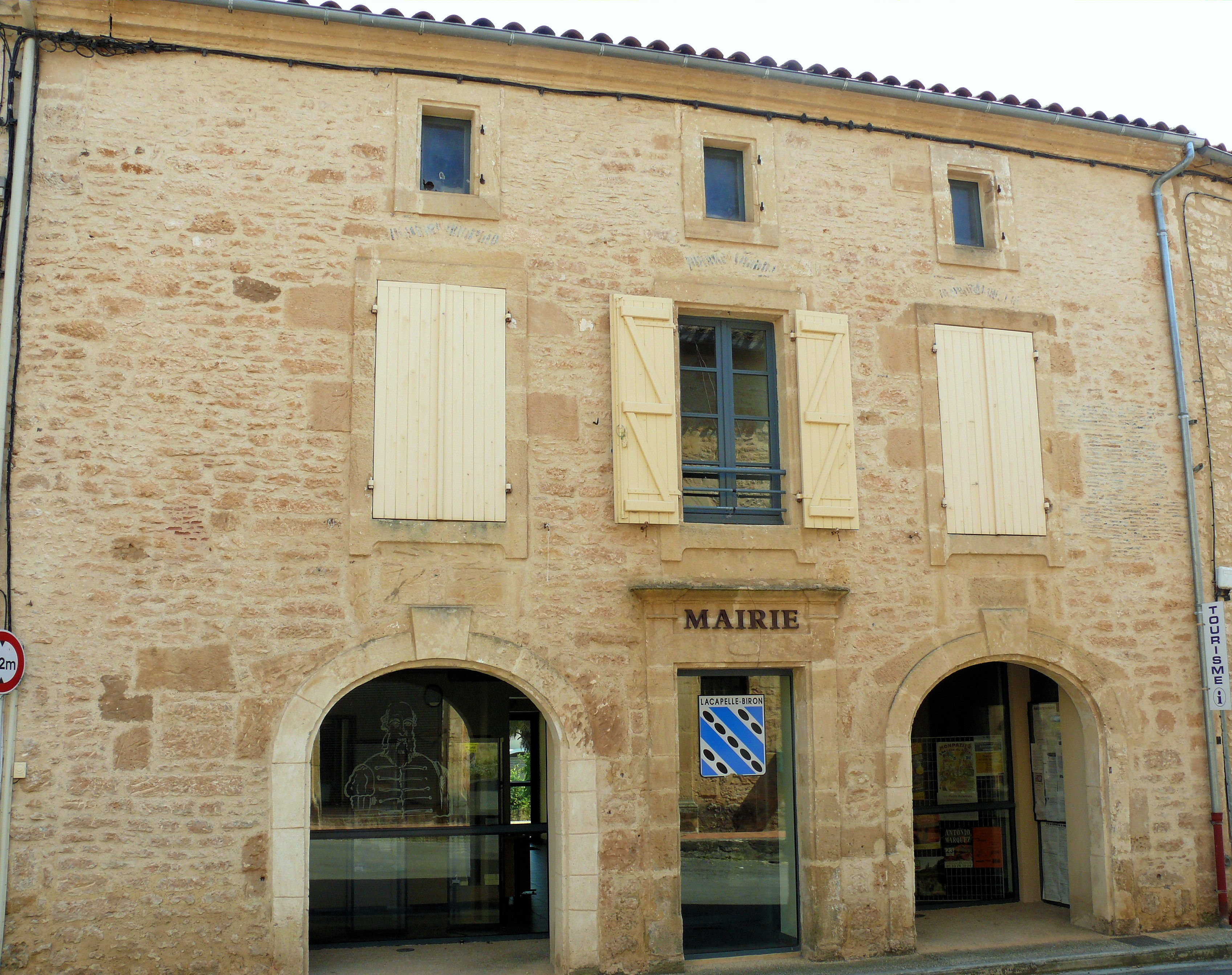
Mairie.

| Période                                  | Période  | Identité             | Étiquette | Qualité |
| ---------------------------------------- | -------- | -------------------- | --------- | ------- |
| Les données manquantes sont à compléter. |          |                      |           |         |
|                                          |          |                      |           |         |
| mai 1988                                 | mai 2020 | Christian Saint-Béat | PS        | Médecin |
| mai 2020                                 | En cours | Nadine Lafon         |           |         |

## Démographie
L'évolution du nombre d'habitants est connue à travers les recensements de la population effectués dans la commune depuis 1793. Pour les communes de moins de 10 000 habitants, une enquête de recensement portant sur toute la population est réalisée tous les cinq ans, les populations de référence des années intermédiaires étant quant à elles estimées par interpolation ou extrapolation. Pour la commune, le premier recensement exhaustif entrant dans le cadre du nouveau dispositif a été réalisé en 2007.

En 2022, la commune comptait 399 habitants, en évolution de −7,85 % par rapport à 2016 (Lot-et-Garonne : −0,18 %, France hors Mayotte : +2,11 %).
| 1793 | 1800 | 1806 | 1821 | 1831 | 1836  | 1841  | 1846  | 1851  |
| ---- | ---- | ---- | ---- | ---- | ----- | ----- | ----- | ----- |
| 783  | 813  | 832  | 868  | 970  | 1 069 | 1 107 | 1 121 | 1 027 |

| 1856  | 1861 | 1866  | 1872 | 1876 | 1881 | 1886 | 1891 | 1896 |
| ----- | ---- | ----- | ---- | ---- | ---- | ---- | ---- | ---- |
| 1 085 | 997  | 1 013 | 962  | 942  | 951  | 946  | 912  | 828  |

| 1901 | 1906 | 1911 | 1921 | 1926 | 1931 | 1936 | 1946 | 1954 |
| ---- | ---- | ---- | ---- | ---- | ---- | ---- | ---- | ---- |
| 710  | 642  | 600  | 556  | 546  | 529  | 510  | 408  | 432  |

| 1962 | 1968 | 1975 | 1982 | 1990 | 1999 | 2006 | 2007 | 2012 |
| ---- | ---- | ---- | ---- | ---- | ---- | ---- | ---- | ---- |
| 407  | 396  | 369  | 382  | 433  | 429  | 441  | 443  | 455  |

| 2017 | 2022 | - | - | - | - | - | - | - |
| ---- | ---- | - | - | - | - | - | - | - |
| 423  | 399  | - | - | - | - | - | - | - |

## Lieux et monuments
- Monument départemental de la déportation : érigé sur la place du village en souvenir de la rafle du 21 mai 1944[33].

- Église Saint-Avit au village de Saint-Avit. Église des XIIIe et XVe siècles, classé monument historique en 1954[34].
- Église Notre-Dame de Lacapelle-Biron.
- Musée Bernard-Palissy au village de Saint-Avit.

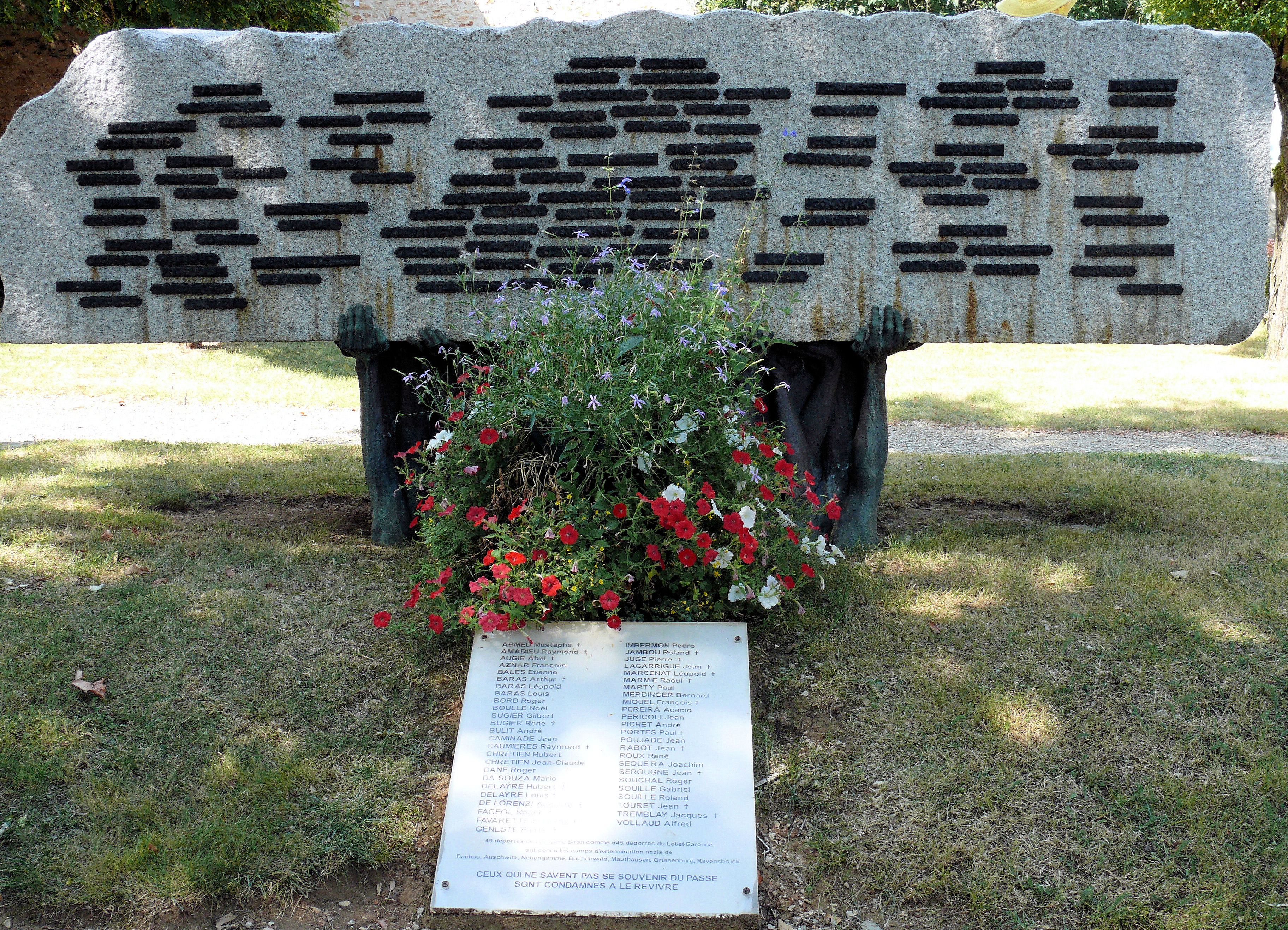
Monument départemental de la déportation.
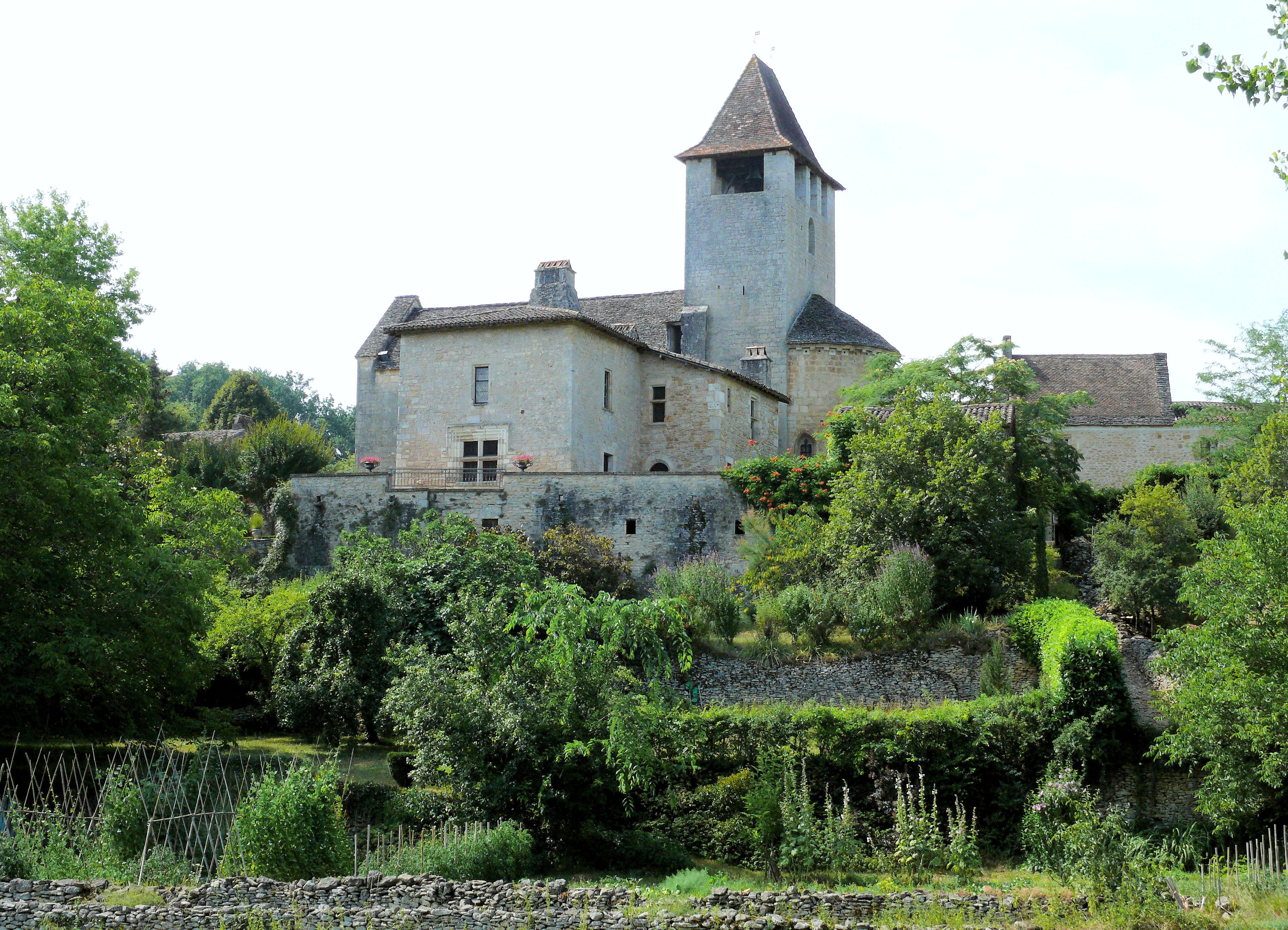
Église Saint-Avit.
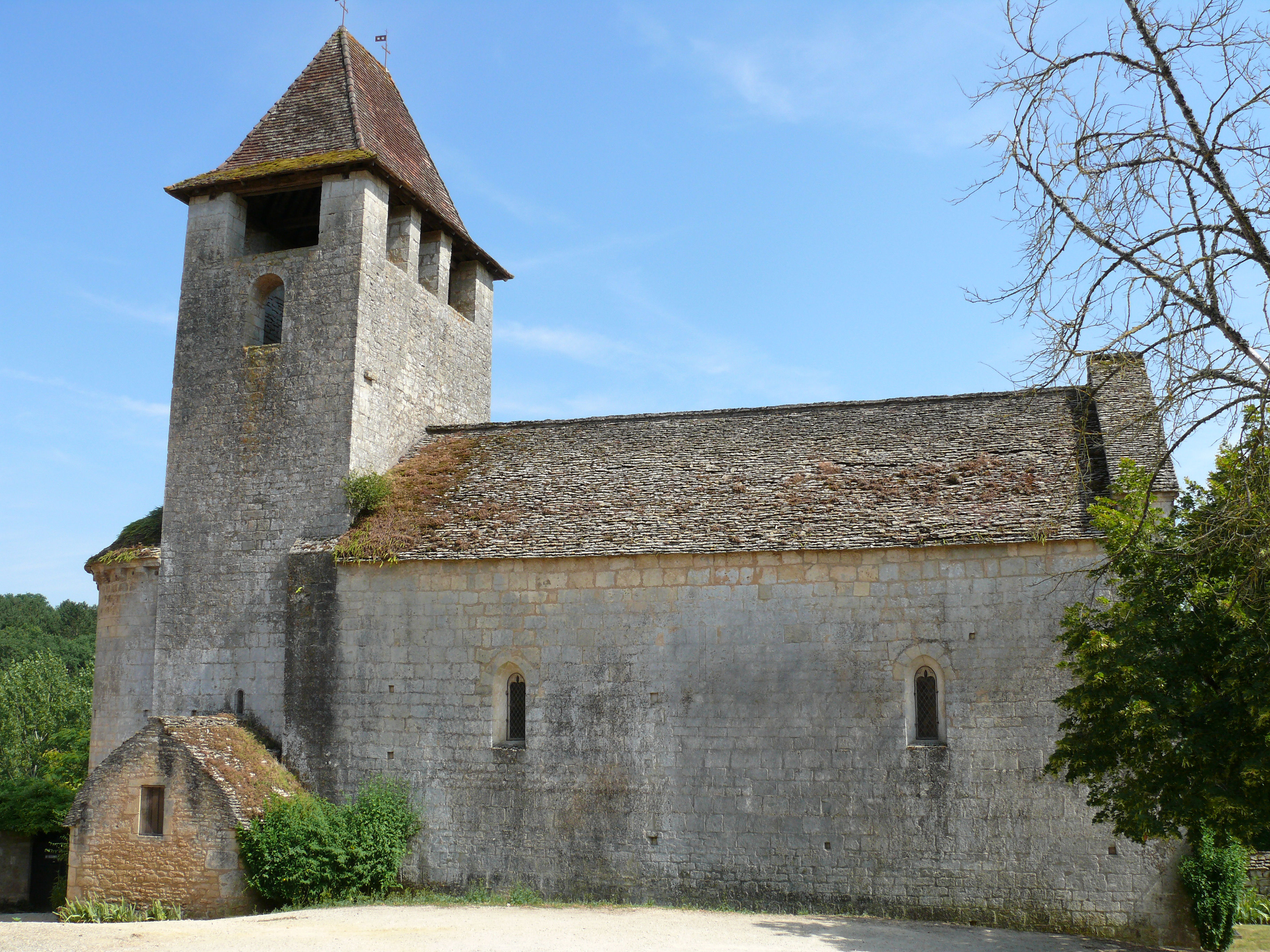
Église Saint-Avit.
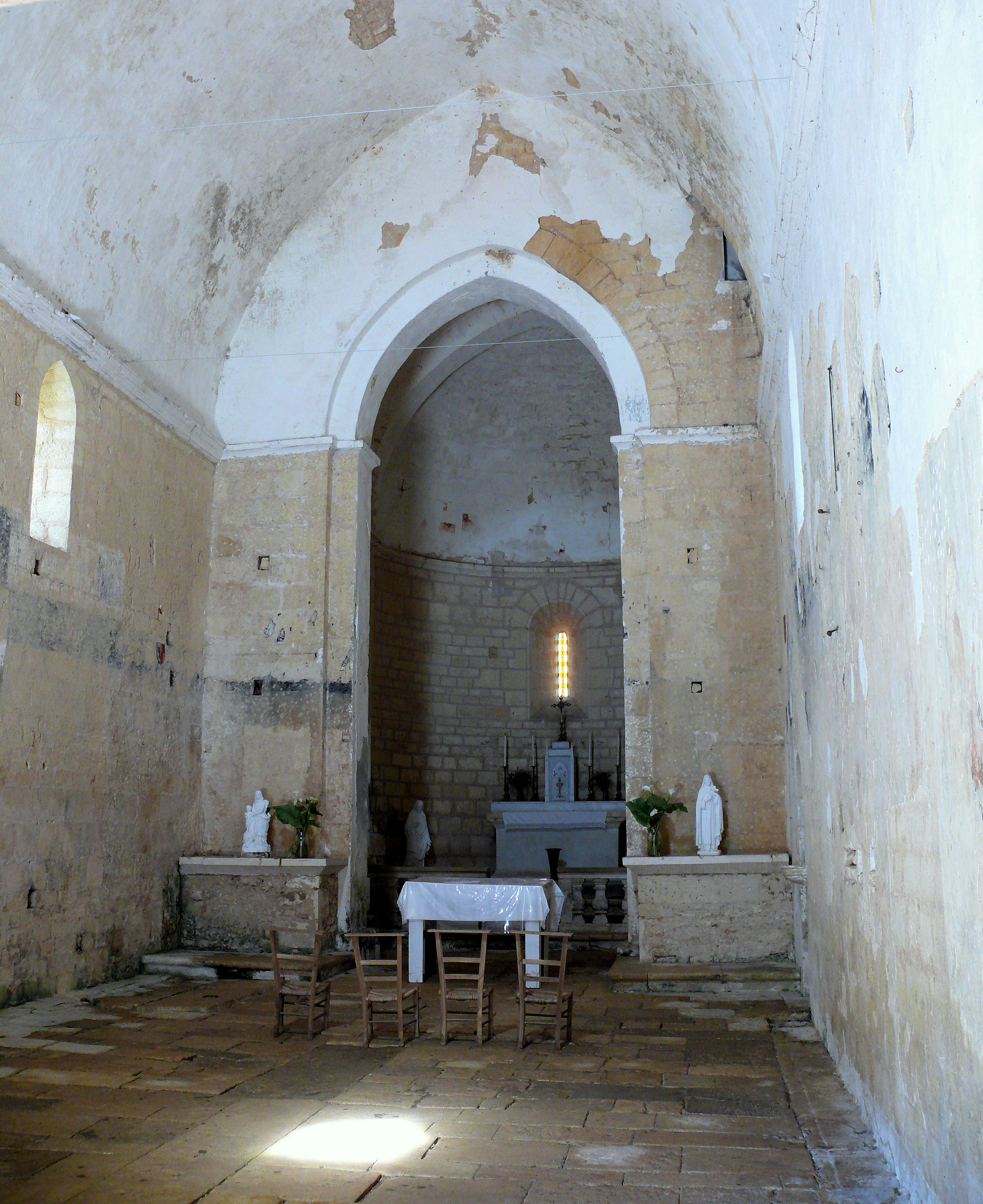
Église Saint-Avit - nef.
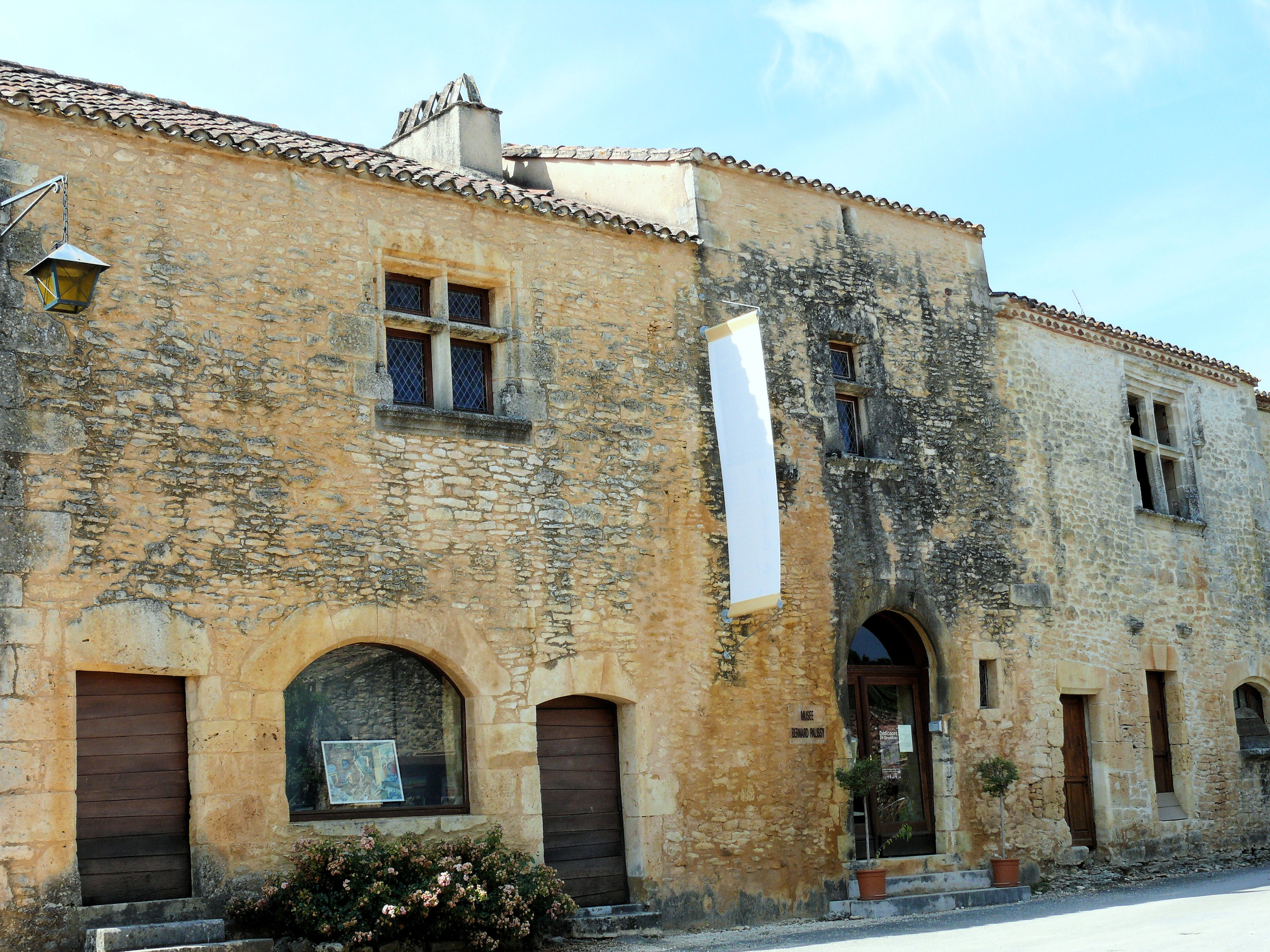
Musée Bernard-Palissy.
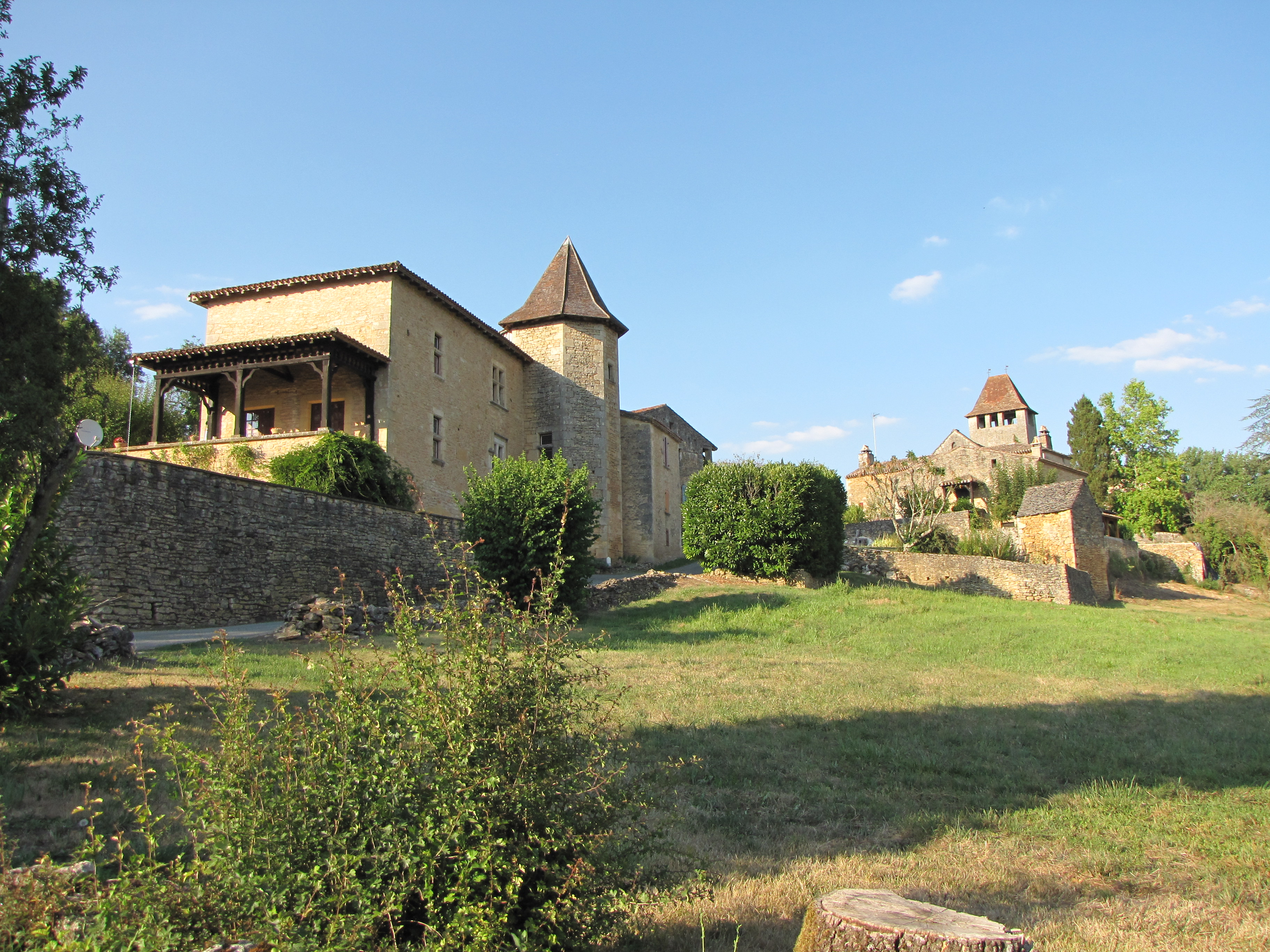
Saint-Avit -  vue générale.

## Personnalités liées à la commune
- Bernard Palissy (~1510-1590), potier, émailleur, peintre, verrier, écrivain et savant français, serait né, selon certains, vers 1510 au hameau de Saint-Avit, près de Lacapelle-Biron[35].
- Étienne Alexis Lamarque (1819-1899), homme politique, préfet de l'Aude, député de la Dordogne de 1849 à 1851.
- Le docteur Samuel Kessel, père de Joseph Kessel s’est installé pour quelque temps à Lacapelle-Biron avec sa famille en janvier 1902[36]